# 강남서로
강남서로(江南西路)는 송나라 때 설치된 로 중 하나로 지금의 상라오 시 일대를 제외한 장시성 전역을 통치했다. 정강의 변이전에는 6주 49현을, 이후에는 1부 6주 4군을 통치했다. 소흥 32년 기준으로 1,891,392호, 3,221,538명의 주민들이 살았다.

## 행정 구역

### 융흥부(隆興府)
군명은 예장군이며, 진남군절도(鎮南軍節度)가 파견되었다. 과거 강남서로병마검할(江南西路兵馬鈐轄)이 파견되었다. 소흥 3년, 회서둔병청강서절제(西屯兵聽江西節制)로서 선무주, 서주, 기주, 광주, 황주, 안주, 복주의 민정을 겸하였다. 1134년(소흥 4년), 안무사로 칭하지 않고 사를 설치했다. 1138년(소흥 8년), 안무사가 부활하자 대사를 설치했다. 1165년(융흥 3년), 홍주(洪州)에서 융흥부로 승격되었다. 숭녕 연간에는 261,105호, 532,446명이 살았다. 칡을 공납으로 바쳤다. 8현을 두었다.
| 현명   | 한자   | 대략적 위치      | 현급            | 비고                                                              |
| ------ | ------ | ---------------- | --------------- | ----------------------------------------------------------------- |
| 남창현 | 南昌縣 | 난창 시          | 望              |                                                                   |
| 신건현 | 新建縣 | 난창 시 신젠 구  | 望              | 981년(태평흥국 6년)에 설치했다.                                   |
| 봉신현 | 奉新縣 | 이춘 시 펑신 현  | 望              | 남당때 신오현(新吳縣)에서 개명되었다.                             |
| 풍성현 | 豐城縣 | 이춘 시 펑청 시  | 望              |                                                                   |
| 분녕현 | 分寧縣 | 주장 시 슈수이현 | 望              | 건염 연간에 의녕군(義寧軍)을 추가했으나 얼마 못 가 원상 복귀됐다. |
| 무녕현 | 武寧縣 | 주장 시 우닝 현  | 緊              |                                                                   |
| 정안현 | 靖安縣 | 이춘 시 징안 현  | 中              | 남당시기 고쳐졌다.                                                |
| 진현현 | 進賢縣 | 난창 시 진셴 현  | 난창 시 진셴 현 | 1103년(숭녕 2년), 남창현 진현진에서 현으로 격상되었다.            |

### 강주(江州)
상급주로 군명은 심양군이었다. 975년(개보 8년) 군사로 강등되었다. 1107년(대관 원년) 망급군으로 승격되었다. 과거 강남동로에 소속되었다. 1127년(건염 원년) 정강군절도(定江軍節度)가 추가되었고 1128년(건염 2년)에 안무사가 설치되었다.
1131년(소흥 원년) 2로가 복구되어서 안무대사가 설치되었다. 1240년(가희 4년), 사사의 치소를 두었다. 1268년(함순 4년), 황주로 치소가 옮겨졌다가 10년에 복구되었다. 숭녕 연간 84,569호, 138,590명이 살았다. 운모, 석곡을 공납으로 바쳤다. 5현을 두었다. 동전을 제작하는 광녕감(廣寧監)이 있었다.
| 현명   | 한자   | 대략적 위치       | 현급 | 비고                                    |
| ------ | ------ | ----------------- | ---- | --------------------------------------- |
| 덕화현 | 德化縣 | 주장 시           | 望   | 남당에서 심양현(潯陽縣)에서 개명되었다. |
| 덕안현 | 德安縣 | 주장 시 더안 현   | 緊   |                                         |
| 서창현 | 瑞昌縣 | 주장 시 뤼창 시   | 中   |                                         |
| 호구현 | 湖口縣 | 주장 시 후커우 현 | 中   |                                         |
| 팽택현 | 彭澤縣 | 주장 시 펑쩌 현   | 中   |                                         |

### 원주(袁州)
상급주로 군명은 의춘군이다. 군사가 파견되었다. 숭녕 연간에는 132,299호, 324,353명이 파견되었다. 4현을 두었다.
| 현명   | 한자   | 대략적 위치       | 현급 | 비고 |
| ------ | ------ | ----------------- | ---- | --- |
| 의춘현 | 宜春縣 | 이춘 시           | 望   | |
| 분의현 | 分宜縣 | 신위 시 펀이 현   | 望   | 984년 설치되었다. 귀산철무(貴山鐵務)가 있다.                                                                    |
| 평향현 | 萍鄉縣 | 핑샹 시           | 望   | |
| 만재현 | 萬載縣 | 이춘 시 완짜이 현 | 緊   | 개보 말에 균주(筠州)에서 본주로 내속되었다. 1121년, 건성현으로 개명되었으나 1131년, 지금의 이름으로 개명되었다. |

### 서주(瑞州)
상급주로 1143년 고안군(高安郡)으로 개명되었다. 보경 원년, 균주(筠州)에서 지금의 이름으로 개명했다. 숭녕 연간 111,421호, 204,564명이 살았다. 3현을 두었다.
| 현명   | 한자   | 대략적 위치       | 현급 | 비고                                           |
| ------ | ------ | ----------------- | ---- | ---------------------------------------------- |
| 고안현 | 高安縣 | 이춘 시 가오안 시 | 望   |                                                |
| 상고현 | 上高縣 | 이춘 시 상가오 현 | 望   |                                                |
| 신창현 | 新昌縣 | 이춘 시 이펑 현   | 望   | 981년(태평흥국 6년), 고안현에서 분리 신설했다. |

### 흥국군(興國軍)
하급주와 급이 같다. 977년(태평흥국 2년), 악주 영흥현에 영흥군을 신설했다가 978년(태평흥국 3년)에 흥국군을 두었다. 숭녕 연간에 63,422호, 105,356명이 살았다. 3현을 두었다.
| 현명   | 한자   | 대략적 위치     | 현급 | 비고 |
| ------ | ------ | --------------- | ---- | --- |
| 영흥현 | 永興縣 | 황스 시 양신 현 | 望   | |
| 대야현 | 大冶縣 | 황스 시 다예 시 | 緊   | 통산현과 함께 악주에서 본군으로 이관되었다. 구리 광산과 자호철무(磁湖鐵務), 부민전감(富民錢監)이 있었다. |
| 통산현 | 通山縣 | 셴닝 시 퉁산 현 | 中   | 977년, 양산진(羊山鎭)에서 현으로 격상되었다. 1134년 진으로 격하되었으나 1년 만에 복구되었다.             |

### 남안군(南安軍)
하급주와 급이 같다. 990년(순화 원년), 건주 대유현(大庾縣)을 군으로 승격시켰다. 숭녕 연간에는 37,721호, 55,582명이 살았다. 3현을 두었다.
| 현명   | 한자   | 대략적 위치       | 현급 | 비고                                               |
| ------ | ------ | ----------------- | ---- | -------------------------------------------------- |
| 남강현 | 南康縣 | 간저우 시 난캉 구 | 望   |                                                    |
| 대유현 | 大庾縣 | 간저우 시 다위 현 | 中   | 990년, 건주 상유현과 남강현을 본현으로 내속시켰다. |
| 상유현 | 上猶縣 | 간저우 시 상유 현 | 上   | 상전철무가 있다. 가정 3년, 남안현으로 개명했다.    |

### 임강군(臨江軍)
하급주와 급이 같다. 992년(순화 3년), 균주 청강현에서 군으로 분리되었다. 숭녕 연간에는 91,699호, 202,656명이 살았다. 견직물을 공납으로 바쳤다. 3현을 두었다.
| 현명   | 한자   | 대략적 위치            | 현급 | 비고                                 |
| ------ | ------ | ---------------------- | ---- | ------------------------------------ |
| 청강현 | 淸江縣 | 이춘 시 장수 시 임강진 | 望   |                                      |
| 신감현 | 新淦縣 | 지안 시 신간 현        | 望   | 992년, 길주에서 본군으로 이관되었다. |
| 신유현 | 新喻縣 | 신위 시                | 望   | 992년, 원주에서 본군으로 이관되었다. |

### 건창군(建昌軍)
하급주와 급이 같다. 979년 건무군(建武軍)에서 지금의 이름으로 개명되었다. 숭녕 연간에는 12,887호, 185,036명이 살았다. 견직물을 공납으로 바쳤다. 2현을 두었다. 정강의 변 이후 2현을 추가 신설했다.
| 현명   | 한자   | 대략적 위치       | 현급              | 비고                                     |
| ------ | ------ | ----------------- | ----------------- | ---------------------------------------- |
| 남성현 | 南城縣 | 푸저우 시 난청 현 | 望                |                                          |
| 남풍현 | 南豐縣 | 푸저우 시 난펑 현 | 望                |                                          |
| 신성현 | 新城縣 | 푸저우 시 리촨 현 | 푸저우 시 리촨 현 | 1138년, 남성현의 5개 향을 분리 신설했다. |
| 광창현 | 廣昌縣 | 푸저우 시 광창 현 | 푸저우 시 광창 현 | 1138년, 남풍현의 3개 향을 분리 신설했다. |